# هارت هانسون
هارت هانسون (انگلیسی: Hart Hanson؛ زادهٔ ۲۶ ژوئیهٔ ۱۹۵۷) یک فیلم‌نامه‌نویس اهل ایالات متحده آمریکا است.